# Ronde van Zwitserland 2004
De Ronde van Zwitserland 2004 werd gehouden van 12 tot en met 20 juni in Zwitserland. Het was de 68ste editie van deze meerdaagse rittenkoers. Aan de start stonden 144 renners, van wie er 106 de eindstreep bereikten in Lugano. Titelverdediger was Aleksandr Vinokoerov.

## Etappe-overzicht
| etappe | datum   | start          | finish            | afstand  | winnaar         | klassementsleider |
| ------ | ------- | -------------- | ----------------- | -------- | --------------- | ----------------- |
| 1e     | 12 juni | Sursee         | Beromünster       | 176,0 km | Jan Ullrich     | Jan Ullrich       |
| 2e     | 13 juni | Dürrenroth     | Rheinfelden       | 169,9 km | Robbie McEwen   | Jan Ullrich       |
| 3e     | 14 juni | Rheinfelden    | Juraparc-Vallorbe | 185,0 km | Robert Hunter   | Jan Ullrich       |
| 4e     | 15 juni | Vallée de Joux | Bätterkinden      | 211,6 km | Robbie McEwen   | Jan Ullrich       |
| 5e     | 16 juni | Bätterkinden   | Adelboden         | 161,7 km | Robert Hunter   | Jan Ullrich       |
| 6e     | 17 juni | Frutigen       | Linthal           | 185,4 km | Niki Aebersold  | Jan Ullrich       |
| 7e     | 18 juni | Linthal        | Malbun            | 133,0 km | Georg Totschnig | Fabian Jeker      |
| 8e     | 19 juni | Buchs          | Bellinzona        | 191,0 km | Paolo Bettini   | Fabian Jeker      |
| 9e     | 20 juni | Lugano         | Lugano            | 25,6 km  | Jan Ullrich     | Jan Ullrich       |

## Eindklassementen
| Plaats    | Naam                | Ploeg                    | Tijd      |
| --------- | ------------------- | ------------------------ | --------- |
| Gele trui | Jan Ullrich         | T-Mobile Team            | 34u19'25" |
| 2         | Fabian Jeker        | Saunier Duval-Prodir     | +00' 01"  |
| 3         | Dario David Cioni   | Fassa Bortolo            | +01' 20"  |
| 4         | Georg Totschnig     | Team Gerolsteiner        | +01' 26"  |
| 5         | Evgeni Petrov       | Saeco                    | +02' 14"  |
| 6         | José María del Olmo | Milaneza Maia            | +02' 17"  |
| 7         | Patrik Sinkewitz    | Quick.Step-Davitamon     | +03' 18"  |
| 8         | Giuseppe Guerini    | T-Mobile Team            | +03' 20"  |
| 9         | Oscar Camenzind     | Phonak Hearing Systems   | +04' 38"  |
| 10        | David Cañada        | Saunier Duval-Prodir     | +04' 46"  |
| 11        | Francisco Vila      | Lampre                   | +05' 41"  |
| 12        | Steve Zampieri      | Vini Caldirola-Nobili R. | +06' 23"  |
| 13        | Bobby Julich        | Team CSC                 | +06' 30"  |
| 14        | Alexandre Moos      | Phonak Hearing Systems   | +06' 44"  |
| 15        | Aleksandr Kolobnev  | Domina Vacanze           | +07' 13"  |
|           |                     |                          |           |
| 18        | Axel Merckx         | Lotto-Domo               | +09' 07"  |
| 34        | Thorwald Veneberg   | Rabobank                 | +30' 37"  |

| Plaats           | Naam              | Ploeg                | Punten |
| ---------------- | ----------------- | -------------------- | ------ |
| Lichtblauwe trui | Jan Ullrich       | T-Mobile Team        | 61     |
| 2                | Fabian Jeker      | Saunier Duval-Prodir | 58     |
| 3                | Robert Hunter     | Rabobank             | 56     |
|                  |                   |                      |        |
| 21               | Thorwald Veneberg | Rabobank             | 12     |
| 37               | Davy Commeyne     | MrBookmaker.com      | 8      |

| Plaats      | Naam              | Ploeg                  | Punten |
| ----------- | ----------------- | ---------------------- | ------ |
| Groene trui | Niki Aebersold    | Phonak Hearing Systems | 48     |
| 2           | Thorwald Veneberg | Rabobank               | 30     |
| 3           | Roger Beuchat     | Vini Caldirola-Nobili  | 24     |
|             |                   |                        |        |
| 19          | Geert Verheyen    | Chocolade Jacques      | 4      |

| Plaats      | Naam               | Ploeg           | Punten |
| ----------- | ------------------ | --------------- | ------ |
| Blauwe trui | Robert Hunter      | Rabobank        | 24     |
| 2           | Thorwald Veneberg  | Rabobank        | 13     |
| 3           | Juan Manuel Gárate | Lampre          | 13     |
|             |                    |                 |        |
| 4           | Erwin Thijs        | MrBookmaker.com | 12     |

| Plaats      | Naam               | Ploeg                  | Punten |
| ----------- | ------------------ | ---------------------- | ------ |
| Blauwe trui | Bekim Christensen  | Team CSC               | 13     |
| 2           | Niki Aebersold     | Phonak Hearing Systems | 6      |
| 3           | Geert Verheyen     | Chocolade Jacques      | 6      |
|             |                    |                        |        |
| 8           | Maarten den Bakker | Rabobank               | 3      |

| Plaats | Ploeg                  | Tijd       |
| ------ | ---------------------- | ---------- |
|        | Phonak Hearing Systems | 103u03'04" |
| 2      | Fassa Bortolo          | +07' 49"   |
| 3      | Milaneza Maia          | +11' 37"   |

## Uitvallers

### 1e etappe
- Juan Gomis López (Saunier Duval-Prodir)

### 2e etappe
- Aleksandr Vinokoerov (T-Mobile Team)

### 3e etappe
- John Gadret (Chocolade Jacques Wincor-Nixdorf)
- David Clinger (Domina Vacanze)
- Bram Tankink (Quick.Step-Davitamon)
- Luca Paolini (Quick.Step-Davitamon)
- Alberto Loddo (Saunier Duval-Prodir)

### 4e etappe
- Tobias Steinhauser (T-Mobile Team)
- Andris Nauduzs (Domina Vacanze)
- Robert Förster (Gerolsteiner)
- Markus Zberg (Gerolsteiner)
- Wladimir Belli (Lampre)
- Goncalo Amorim (Milaneza Maia)
- Stefano Garzelli (Vini Caldirola-Nobili Rubinetterie)

### 5e etappe
- Gianni Faresin (Gerolsteiner)
- Claus Michael Møller (Alessio-Bianchi)[1]

### 6e etappe
- Peter Luttenberger (Team CSC)
- Olaf Pollack (Gerolsteiner)
- Kevin Van Impe (Bel) Lotto-Domo)
- Antonio Bucciero (Saeco)
- Christophe Detilloux (Lotto-Domo)[1]
- Steffen Wesemann (T-Mobile Team)[1]
- Fabrizio Guidi (Team CSC)[1]
- Marco Zanotti (Vini Caldirola-Nobili Rubinetterie)[1]

### 7e etappe
- David Loosli (Saeco)
- Oliver Zaugg (Saunier Duval-Prodir)
- Robbie McEwen (Lotto-Domo)[1]
- Francesco Casagrande (Lampre)[1]
- Pieter Weening (Rabobank)[1]

### 8e etappe
- Andoni Aranaga (Chocolade Jacques Wincor-Nixdorf)
- Christophe Stevens (Chocolade Jacques Wincor-Nixdorf)
- Alexandre Bazhenov (Domina Vacanze)
- Timothy Jones (Domina Vacanze)
- Tom Danielson (Fassa Bortolo)
- Ruben Lobato (Saunier Duval-Prodir)

### 9e etappe
- Gerrit Glomser (Saeco)[1]
- Jurgen Van Goolen (Quick.Step-Davitamon)[1]
- Paolo Bettini (Quick.Step-Davitamon)[1]

Mannen: 1933 · 1934 · 1935 · 1936 · 1937 · 1938 · 1939 · 1940 · 1941 · 1942 · 1943 · 1944 · 1945 · 1946 · 1947 · 1948 · 1949 · 1950 · 1951 · 1952 · 1953 · 1954 · 1955 · 1956 · 1957 · 1958 · 1959 · 1960 · 1961 · 1962 · 1963 · 1964 · 1965 · 1966 · 1967 · 1968 · 1969 · 1970 · 1971 · 1972 · 1973 · 1974 · 1975 · 1976 · 1977 · 1978 · 1979 · 1980 · 1981 · 1982 · 1983 · 1984 · 1985 · 1986 · 1987 · 1988 · 1989 · 1990 · 1991 · 1992 · 1993 · 1994 · 1995 · 1996 · 1997 · 1998 · 1999 · 2000 · 2001 · 2002 · 2003 · 2004 · 2005 · 2006 · 2007 · 2008 · 2009 · 2010 · 2011 · 2012 · 2013 · 2014 · 2015 · 2016 · 2017 · 2018 · 2019 · 2020 · 2021 · 2022 · 2023 · 2024 · 2025
Vrouwen: 1998 · 1999 · 2000 · 2001 · 2002-2020 · 2021 · 2022 · 2023 · 2024 · 2025